# Eiger Ultra Trail
L'Eiger Ultra Trail, est un ultra-trail disputé chaque année en juillet en Suisse. Depuis 2015, il fait partie de l'Ultra-Trail World Tour fondé en 2013 et disputé pour la première fois en 2014. C'est une course de 101 km comportant 6700 m de dénivelé positif. Au départ de la ville de Grindelwald, le parcours fait une boucle qui passe notamment par le sommet du Faulhorn à 2 681 m d'altitude, le Männlichen à 2 343 m d'altitude et longe la face nord de l'Eiger.

## Histoire
L'édition 2020, initialement prévue le 19 juillet, est annulée, en raison de la pandémie de Covid-19. En raison des mesures sanitaires liées à la pandémie, l'épreuve-reine E101 est annulée lors de l'édition 2021.
En raisons des conditions météorologiques, les parcours de réserve sont empruntés lors de l'édition 2025. L'épreuve E101 se déroule sur un parcours de 68,6 km avec 4 414 m de dénivelé, l'épreuve E51 a lieu sur un parcours de 41 km avec 2 409 m de dénivelé et l'épreuve E35 se court sur 32,7 km.

## Palmarès

### 2013
| Hommes | Hommes            | Hommes           |  | Femmes | Femmes           | Femmes           |
| Rang   | Athlète           | Temps            |  | Rang   | Athlète          | Temps            |
| ------ | ----------------- | ---------------- |  | ------ | ---------------- | ---------------- |
| 1      | Iker Karrera      | 11 h 38 min 43 s |  | 1      | Francesca Canepa | 16 h 18 min 44 s |
| 2      | Urs Jenzer        | 12 h 28 min 23 s |  | 2      | Kathrin Zbinden  | 17 h 06 min 36 s |
| 3      | Konrad von Allmen | 13 h 13 min 12 s |  | 3      | Helene Ogi       | 17 h 33 min 15 s |

### 2014
| Hommes | Hommes             | Hommes           |  | Femmes | Femmes            | Femmes           |
| Rang   | Athlète            | Temps            |  | Rang   | Athlète           | Temps            |
| ------ | ------------------ | ---------------- |  | ------ | ----------------- | ---------------- |
| 1      | Urs Jenzer         | 11 h 56 min 42 s |  | 1      | Francesca Canepa  | 13 h 33 min 20 s |
| 2      | Franco Collé       | 12 h 11 min 05 s |  | 2      | Ildikó Wermescher | 14 h 25 min 41 s |
| 3      | Matthias Dippacher | 12 h 22 min 03 s |  | 3      | Denise Zimmermann | 14 h 27 min 20 s |

### 2015
| Hommes | Hommes        | Hommes           |  | Femmes | Femmes            | Femmes           |
| Rang   | Athlète       | Temps            |  | Rang   | Athlète           | Temps            |
| ------ | ------------- | ---------------- |  | ------ | ----------------- | ---------------- |
| 1      | Urs Jenzer    | 11 h 44 min 30 s |  | 1      | Caroline Chaverot | 12 h 45 min 41 s |
| 2      | Jason Schlarb | 11 h 50 min 58 s |  | 2      | Andrea Huser      | 12 h 52 min 43 s |
| 3      | David Quelhas | 12 h 27 min 36 s |  | 3      | Francesca Canepa  | 13 h 13 min 47 s |

### 2016
| Hommes | Hommes             | Hommes           |  | Femmes | Femmes            | Femmes           |
| Rang   | Athlète            | Temps            |  | Rang   | Athlète           | Temps            |
| ------ | ------------------ | ---------------- |  | ------ | ----------------- | ---------------- |
| 1      | Diego Pazos        | 11 h 39 min 11 s |  | 1      | Andrea Huser      | 13 h 09 min 38 s |
| 2      | Matthias Dippacher | 12 h 04 min 34 s |  | 2      | Kathrin Götz      | 13 h 39 min 23 s |
| 3      | Jordi Gamito       | 12 h 08 min 01 s |  | 3      | Juliette Blanchet | 13 h 43 min 33 s |

### 2017
| Hommes | Hommes               | Hommes           |  | Femmes | Femmes          | Femmes           |
| Rang   | Athlète              | Temps            |  | Rang   | Athlète         | Temps            |
| ------ | -------------------- | ---------------- |  | ------ | --------------- | ---------------- |
| 1      | Stephan Hugenschmidt | 11 h 01 min 10 s |  | 1      | Andrea Huser    | 13 h 46 min 29 s |
| 2      | Urs Jenzer           | 11 h 15 min 42 s |  | 2      | Martina Trimmel | 14 h 44 min 51 s |
| 3      | Jordi Gamito         | 11 h 31 min 24 s |  | 3      | Hélène Ogi      | 14 h 49 min 43 s |

### 2018
| Hommes | Hommes            | Hommes           |  | Femmes | Femmes          | Femmes           |
| Rang   | Athlète           | Temps            |  | Rang   | Athlète         | Temps            |
| ------ | ----------------- | ---------------- |  | ------ | --------------- | ---------------- |
| 1      | Pau Capell        | 11 h 24 min 38 s |  | 1      | Kathrin Götz    | 13 h 49 min 06 s |
| 2      | Jason Schlarb     | 11 h 57 min 58 s |  | 2      | Eva Sperger     | 14 h 11 min 40 s |
| 3      | Peter van der Zon | 12 h 05 min 08 s |  | 3      | Caroline Benoit | 14 h 20 min 40 s |

### 2019
| Hommes | Hommes                | Hommes           |  | Femmes | Femmes       | Femmes           |
| Rang   | Athlète               | Temps            |  | Rang   | Athlète      | Temps            |
| ------ | --------------------- | ---------------- |  | ------ | ------------ | ---------------- |
| 1      | Jean-Philippe Tschumi | 11 h 38 min 41 s |  | 1      | Kathrin Götz | 14 h 05 min 27 s |
| 2      | Andris Ronimoiss      | 11 h 48 min 04 s |  | 2      | Ajda Radinja | 14 h 46 min 46 s |
| 3      | Walter Manser         | 11 h 52 min 30 s |  | 3      | Helene Ogi   | 15 h 18 min 30 s |

### 2022
| Hommes | Hommes                | Hommes           |  | Femmes | Femmes             | Femmes           |
| Rang   | Athlète               | Temps            |  | Rang   | Athlète            | Temps            |
| ------ | --------------------- | ---------------- |  | ------ | ------------------ | ---------------- |
| 1      | Jiasheng Shen         | 10 h 44 min 38 s |  | 1      | Katharina Hartmuth | 13 h 37 min 20 s |
| 2      | Jean-Philippe Tschumi | 11 h 05 min 04 s |  | 2      | Emma Pooley        | 14 h 56 min 52 s |
| 3      | Yun Yanqiao           | 11 h 35 min 28 s |  | 3      | Sara Ammann        | 15 h 15 min 21 s |

### 2023
| Hommes | Hommes           | Hommes           |  | Femmes | Femmes             | Femmes           |
| Rang   | Athlète          | Temps            |  | Rang   | Athlète            | Temps            |
| ------ | ---------------- | ---------------- |  | ------ | ------------------ | ---------------- |
| 1      | Hannes Namberger | 11 h 38 min 35 s |  | 1      | Katharina Hartmuth | 13 h 17 min 32 s |
| 2      | Raphael Sprenger | 12 h 04 min 17 s |  | 2      | Virginie Quinodoz  | 13 h 41 min 38 s |
| 3      | Josh Wade        | 12 h 17 min 15 s |  | 3      | Jocelyne Pauly     | 14 h 41 min 45 s |

### 2024
| Hommes | Hommes           | Hommes           |  | Femmes | Femmes                  | Femmes           |
| Rang   | Athlète          | Temps            |  | Rang   | Athlète                 | Temps            |
| ------ | ---------------- | ---------------- |  | ------ | ----------------------- | ---------------- |
| 1      | Andreas Reiterer | 11 h 05 min 32 s |  | 1      | Hannah Osowski          | 13 h 09 min 37 s |
| 2      | Ramon Manetsch   | 11 h 17 min 32 s |  | 2      | Eva-Maria Sperger       | 13 h 36 min 31 s |
| 3      | Aleix Toda       | 11 h 52 min 52 s |  | 3      | Sandra Sevillano Guerra | 14 h 45 min 52 s |

### 2025
| Hommes | Hommes           | Hommes          |  | Femmes | Femmes            | Femmes          |
| Rang   | Athlète          | Temps           |  | Rang   | Athlète           | Temps           |
| ------ | ---------------- | --------------- |  | ------ | ----------------- | --------------- |
| 1      | Tomáš Fárník     | 7 h 13 min 12 s |  | 1      | Daniela Oemus     | 8 h 11 min 21 s |
| 2      | Tracen Knopp     | 7 h 21 min 46 s |  | 2      | Eva-Maria Sperger | 8 h 21 min 08 s |
| 3      | Bernhard Mackner | 7 h 26 min 25 s |  | 3      | Oana Mihalcea     | 8 h 47 min 15 s |